# 比爾寧凱比
比爾寧凱比（英語：Birnin Kebbi）是西非國家尼日利亞西北部的城市，於1991年12月12日成為新成立的凱比州的首府，位於索科托河畔，2010年該市居民人數約119,120。
12°27′13″N 4°12′01″E / 12.45361°N 4.20028°E